# Petro-Mychajliwka
Petro-Mychajliwka (ukrainisch Петро-Михайлівка; russisch Петро-Михайловка Petro-Michailowka) ist ein Dorf im Norden der ukrainischen Oblast Saporischschja mit etwa 1400 Einwohnern.

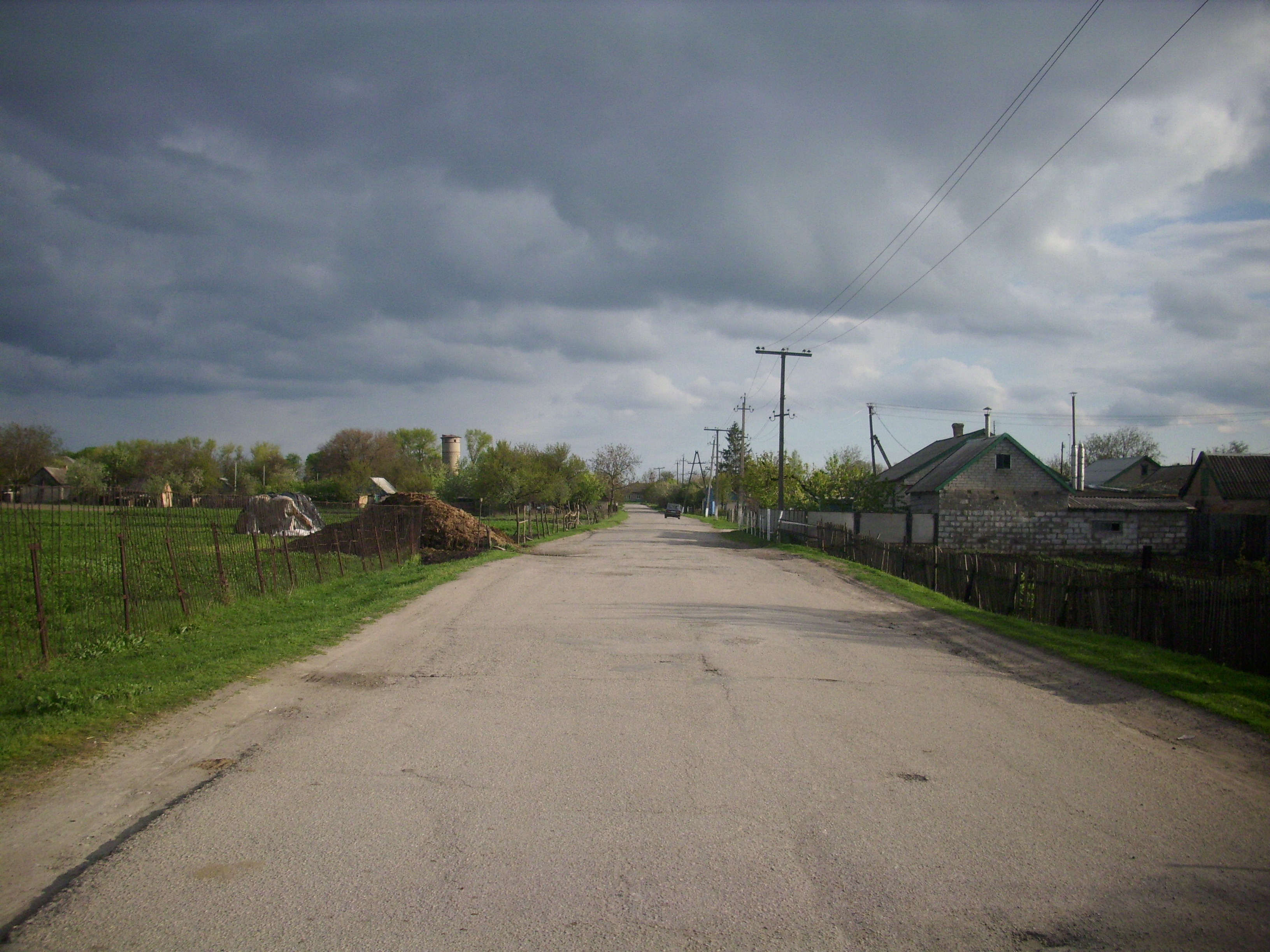
Straße im Ort

Das Dorf wurde 1877 gegründet und liegt westlich der Europastraße 105, 26 Kilometer nordwestlich der ehemaligen Rajonshauptstadt Wilnjansk und 26 Kilometer nördlich der Oblasthauptstadt Saporischschja.

## Verwaltungsgliederung
Am 8. August 2017 wurde das Dorf zum Zentrum der neugegründeten Landgemeinde Petro-Mychajliwka (Петро-Михайлівська сільська громада/Petro-Mychajliwska silska hromada). Zu dieser zählten auch die 9 in der untenstehenden Tabelle aufgelisteten Dörfer, bis dahin bildete es zusammen mit den Dörfern Hruschiwka, Kruhlyk und Uljaniwka die gleichnamige Landratsgemeinde Petro-Mychajliwka (Петро-Михайлівська сільська рада/Petro-Mychajliwska silska rada) im Nordwesten des Rajons Wilnjansk.
Am 12. Juni 2020 kamen noch die Dörfer Hnarowske, Jakymiwka, Prydolyniwka, Terniwka, Schewtschenka, Welykodubowe und Werbowe zum Gemeindegebiet.
Am 17. Juli 2020 kam es im Zuge einer großen Rajonsreform zum Anschluss des Rajonsgebietes an den Rajon Saporischschja.
Folgende Orte sind neben dem Hauptort Petro-Mychajliwka Teil der Gemeinde:
| Name                     | Name             | Name                                |
| ukrainisch transkribiert | ukrainisch       | russisch                            |
| ------------------------ | ---------------- | ----------------------------------- |
| Dniprowka                | Дніпровка        | Днепровка (Dneprowka)               |
| Hnarowske                | Гнаровське       | Гнаровское (Gnarowskoje)            |
| Hruschiwka               | Грушівка         | Грушевка (Gruschewka)               |
| Hubenske                 | Губенське        | Губенское (Gubenskoje)              |
| Jakymiwka                | Якимівка         | Акимовка (Akimowka)                 |
| Jassynuwate              | Ясинувате        | Ясиноватое (Jassinowatoje)          |
| Kruhlyk                  | Круглик          | Круглик (Kruglik)                   |
| Orliwkske                | Орлівське        | Орловское (Orlowskoje)              |
| Perun                    | Перун            | Перун                               |
| Petro-Swystunowe         | Петро-Свистунове | Петро-Свистуново (Petro-Swistunowo) |
| Prydolyniwka             | Придолинівка     | Придолиновка (Pridolinowka)         |
| Tarassiwka               | Тарасівка        | Тарасовка (Tarassowka)              |
| Terniwka                 | Тернівка         | Терновка (Ternowka)                 |
| Uljaniwka                | Улянівка         | Ульяновка (Uljanowka)               |
| Schewtschenka            | Шевченка         | Шевченко (Schewtschenko)            |
| Welykodubowe             | Великодубове     | Великодубовое (Welikodubowoje)      |
| Werbowe                  | Вербове          | Вербовое (Werbowoje)                |